# Ministre du Logement
Pour les articles homonymes, voir Ministère du Logement.
Le ministre du Logement  et de la Rénovation urbaine est membre du gouvernement français.
L'actuelle ministre du Logement et de la Rénovation urbaine est Valérie Létard en fonction depuis le 21 septembre 2024. 

## Historique

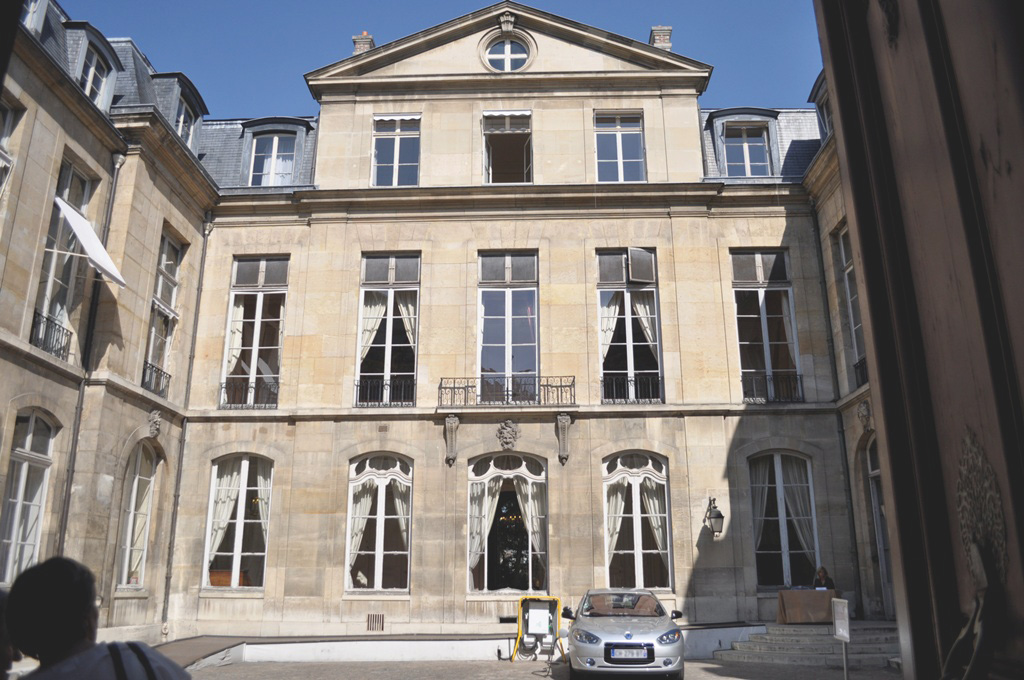
L'hôtel de Castries, situé 72 rue de Varenne dans le 7e arrondissement de Paris, siège habituel du ministère du Logement.

Après la Seconde Guerre mondiale, le logement est associé au portefeuille de la Reconstruction. En 1967, le ministère de l’Équipement, dirigé par Edgard Pisani dans le quatrième gouvernement de Georges Pompidou, est créé par fusion de l’ancien ministère des Travaux Publics et des Transports, et de celui de la Construction.
En 2007, l'Équipement est absorbé par le ministère de l'Écologie. Plus récemment, le portefeuille du Logement est associé à celui de l'Aménagement du territoire ou celui de la Ville.

## Liste des ministres
Les dates indiquées sont les dates de prise ou de cessation des fonctions, qui sont en général la veille de la date du Journal officiel dans lequel est paru le décret de nomination.

### Troisième République
| Ministre ou Secrétaire d'État | Intitulé                      | Ministre de tutelle | Intitulé       | Gouvernement                  | Début           | Fin             |
| Arthur Levasseur              | Haut-Commissaire (Logement)   | Plein exercice      | Plein exercice | Painlevé 2                    | 17 avril 1925   | 29 octobre 1925 |
| Arthur Levasseur              | Haut-Commissaire (Habitation) | Plein exercice      | Plein exercice | Painlevé 3, Briand 8, 9 et 10 | 29 octobre 1925 | 19 juillet 1926 |

### Quatrième République

#### Ministre ou secrétaire d'État
| Ministre ou secrétaire d'État                        | Ministre ou secrétaire d'État | Intitulé                                                                           | Parti                           | Ministre de tutelle | Ministre de tutelle                                        | Intitulé                                         | Gouvernement  | Début            | Fin              |
| ---------------------------------------------------- | ----------------------------- | ---------------------------------------------------------------------------------- | ------------------------------- | ------------------- | ---------------------------------------------------------- | ------------------------------------------------ | ------------- | ---------------- | ---------------- |
|                                                      | Maurice Lemaire               | Ministre de la Reconstruction et du Logement                                       | RPF                             | Plein exercice      | Plein exercice                                             | Plein exercice                                   | Laniel 1 et 2 | 28 juin 1953     | 19 juin 1954     |
| Ministre du Logement et de la Reconstruction         | Maurice Lemaire               | Mendès France                                                                      | RPF                             | Plein exercice      | Plein exercice                                             | Plein exercice                                   | 19 juin 1954  | 14 août 1954     |                  |
| Ministre du Logement et de la Reconstruction         |                               | Mendès France                                                                      | Eugène Claudius-Petit (intérim) | Plein exercice      | Plein exercice                                             | Plein exercice                                   | UDSR          | 14 août 1954     | 3 septembre 1954 |
| Ministre du Logement et de la Reconstruction         |                               | Mendès France                                                                      | Jacques Chaban-Delmas           | Plein exercice      | Plein exercice                                             | Plein exercice                                   | RPF           | 3 septembre 1954 | 12 novembre 1954 |
| Ministre du Logement et de la Reconstruction         |                               | Mendès France                                                                      | Maurice Lemaire                 | Plein exercice      | Plein exercice                                             | Plein exercice                                   | RPF, URAS     | 12 novembre 1954 | 23 février 1955  |
|                                                      | Roger Duchet                  | Ministre de la Reconstruction et du Logement                                       | CNIP                            | Plein exercice      | Plein exercice                                             | Plein exercice                                   | Edgar Faure 2 | 23 février 1955  | 1er février 1956 |
|                                                      | Bernard Chochoy               | Secrétaire d'État à la Reconstruction et au Logement, à l'Industrie et au Commerce | SFIO                            |                     | Robert Lacoste                                             | Ministre des Affaires économiques et financières | Mollet        | 1er février 1956 | 9 février 1956   |
|                                                      | Bernard Chochoy               | Secrétaire d'État à la Reconstruction et au Logement, à l'Industrie et au Commerce | SFIO                            | Paul Ramadier       | 14 février 1956                                            | Ministre des Affaires économiques et financières | Mollet        | 21 février 1956  |                  |
| Secrétaire d'État à la Reconstruction et au Logement | Bernard Chochoy               | 21 février 1956                                                                    | SFIO                            | Paul Ramadier       | 13 juin 1957                                               | Ministre des Affaires économiques et financières | Mollet        |                  |                  |
| Secrétaire d'État à la Reconstruction et au Logement | Bernard Chochoy               |                                                                                    | SFIO                            | Félix Gaillard      | Ministre des Finances, des Affaires économiques et du Plan | Bourgès-Maunoury                                 | 17 juin 1957  | 6 novembre 1957  |                  |
|                                                      | Pierre Garet                  | Ministre de la Reconstruction et du Logement                                       | CNIP                            | Plein exercice      | Plein exercice                                             | Plein exercice                                   | Gaillard      | 6 novembre 1957  | 14 mai 1958      |
| Pflimlin                                             | Pierre Garet                  | Ministre de la Reconstruction et du Logement                                       | CNIP                            | Plein exercice      | Plein exercice                                             | Plein exercice                                   | 14 mai 1958   | 1er juin 1958    |                  |

#### Sous-secrétaire d'État (1956–1957)
Le poste de sous-secrétaire d'État au Logement est créé le 1er février 1956 lors de la formation du Gouvernement Guy Mollet. Il est supprimé le 6 novembre 1957 lors de la formation du Gouvernement Félix Gaillard.
| Sous-secrétaire d'État                               | Sous-secrétaire d'État | Intitulé                                                  | Parti                                                     | Secrétaire d'État de tutelle | Secrétaire d'État de tutelle | Intitulé                                                                           | Gouvernement | Début            | Fin             |
| ---------------------------------------------------- | ---------------------- | --------------------------------------------------------- | --------------------------------------------------------- | ---------------------------- | ---------------------------- | ---------------------------------------------------------------------------------- | ------------ | ---------------- | --------------- |
|                                                      | Pierre de Félice       | Sous-secrétaire d'État à la Reconstruction et au Logement | Radical                                                   |                              | Bernard Chochoy              | Secrétaire d'État à la Reconstruction et au Logement, à l'Industrie et au Commerce | Mollet       | 1er février 1956 | 21 février 1956 |
| Secrétaire d'État à la Reconstruction et au Logement | Pierre de Félice       | Sous-secrétaire d'État à la Reconstruction et au Logement | Radical                                                   | 21 février 1956              | Bernard Chochoy              | 22 février 1957                                                                    | Mollet       |                  |                 |
| Secrétaire d'État à la Reconstruction et au Logement |                        | Aucun                                                     | Aucun                                                     | Aucun                        | Bernard Chochoy              | 22 février 1957                                                                    | Mollet       | 17 juin 1957     |                 |
| Secrétaire d'État à la Reconstruction et au Logement |                        | Jacqueline Thome-Patenôtre                                | Sous-secrétaire d'État à la Reconstruction et au Logement | Radical                      | Bernard Chochoy              | Bourgès-Maunoury                                                                   | 17 juin 1957 | 6 novembre 1957  |                 |

### Cinquième République
| Ministre ou Secrétaire d'État                                        | Ministre ou Secrétaire d'État   | Intitulé                                                                                    | Ministre de tutelle                                    | Ministre de tutelle                                                                           | Intitulé                                                                             | Gouvernement | Période                         | Période                         |
| Présidence de Charles de Gaulle                                      | Présidence de Charles de Gaulle | Présidence de Charles de Gaulle                                                             | Présidence de Charles de Gaulle                        | Présidence de Charles de Gaulle                                                               | Présidence de Charles de Gaulle                                                      | Présidence de Charles de Gaulle | Présidence de Charles de Gaulle | Présidence de Charles de Gaulle |
| -------------------------------------------------------------------- | ------------------------------- | ------------------------------------------------------------------------------------------- | ------------------------------------------------------ | --------------------------------------------------------------------------------------------- | ------------------------------------------------------------------------------------ | --- | ------------------------------- | ------------------------------- |
|                                                                      | Roland Nungesser                | Secrétaire d’État au Logement                                                               |                                                        | Edgard Pisani                                                                                 | Ministre de l'Équipement                                                             | Pompidou 3 | 8 janvier 1966                  | 1er avril 1967                  |
|                                                                      | Edgard Pisani                   | Ministre de l'Équipement et du Logement                                                     | Plein exercice                                         | Plein exercice                                                                                | Plein exercice                                                                       | Pompidou 4 | 6 avril 1967                    | 28 avril 1967                   |
|                                                                      | François-Xavier Ortoli          | Ministre de l'Équipement et du Logement                                                     | Plein exercice                                         | Plein exercice                                                                                | Plein exercice                                                                       | Pompidou 4 | 29 avril 1967                   | 31 mai 1968                     |
|                                                                      | Philippe Dechartre              | Secrétaire d'État chargé des Problèmes du logement                                          |                                                        | Robert Galley                                                                                 | Ministre de l'Équipement et du Logement                                              | Pompidou 4 | 31 mai 1968                     | 10 juillet 1968                 |
| Secrétaire d'État à l'Équipement et au Logement                      | Philippe Dechartre              |                                                                                             | Albin Chalandon                                        | Couve de Murville                                                                             | Ministre de l'Équipement et du Logement                                              | 10 juillet 1968 | 20 juin 1969                    |                                 |
| Présidence de Georges Pompidou                                       |                                 |                                                                                             |                                                        |                                                                                               |                                                                                      | |                                 |                                 |
|                                                                      | Robert-André Vivien             | Secrétaire d’État au Logement                                                               |                                                        | Albin Chalandon                                                                               | Ministre de l'Équipement et du Logement                                              | Chaban-Delmas | 22 juin 1969                    | 5 juillet 1972                  |
|                                                                      | Christian Bonnet                | Secrétaire d'État (Logement)                                                                |                                                        | Olivier Guichard                                                                              | Ministre de l'Aménagement du territoire, de l'Équipement, du Logement et du Tourisme | Messmer 1 | 6 juillet 1972                  | 28 mars 1973                    |
| Secrétaire d'État chargé de la Construction et de l'Habitat          | Christian Bonnet                | Messmer 2                                                                                   | 12 avril 1973                                          | Olivier Guichard                                                                              | Ministre de l'Aménagement du territoire, de l'Équipement, du Logement et du Tourisme | 27 février 1974 |                                 |                                 |
| Secrétaire d’État au logement                                        | Christian Bonnet                | Ministre d'État, ministre de l'Aménagement du territoire, de l'Équipement et des Transports | Messmer 3                                              | Olivier Guichard                                                                              | 1er mars 1974                                                                        | 27 mai 1974 |                                 |                                 |
| Présidence de Valéry Giscard d'Estaing                               |                                 |                                                                                             |                                                        |                                                                                               |                                                                                      | |                                 |                                 |
|                                                                      | Jacques Barrot                  | Secrétaire d’État au Logement                                                               |                                                        | Robert Galley                                                                                 | Ministre de l’Équipement                                                             | Chirac 1 | 8 juin 1974                     | 25 août 1976                    |
|                                                                      | Jacques Barrot                  | Secrétaire d’État au Logement                                                               | Jean-Pierre Fourcade                                   | Barre 1                                                                                       | Ministre de l’Équipement                                                             | 25 août 1976 | 29 mars 1977                    |                                 |
| Ministre de l’Équipement et de l’Aménagement du territoire           | Jacques Barrot                  | Secrétaire d’État au Logement                                                               | Jean-Pierre Fourcade                                   | Barre 2                                                                                       | 29 mars 1977                                                                         | 26 septembre 1977 |                                 |                                 |
| Ministre de l’Équipement et de l’Aménagement du territoire           | Jacques Barrot                  | Secrétaire d’État au Logement                                                               |                                                        | Barre 2                                                                                       | Fernand Icart                                                                        | 26 septembre 1977 | 31 mars 1978                    |                                 |
|                                                                      | Marcel Cavaillé                 | Secrétaire d’État au Logement                                                               |                                                        | Michel d'Ornano                                                                               | Ministre de l’Environnement et du Cadre de vie                                       | Barre 3 | 6 avril 1978                    | 2 octobre 1980                  |
| Présidence de François Mitterrand                                    |                                 |                                                                                             |                                                        |                                                                                               |                                                                                      | |                                 |                                 |
|                                                                      | Roger Quilliot                  | Ministre du Logement                                                                        | Plein exercice                                         | Plein exercice                                                                                | Plein exercice                                                                       | Mauroy 1 | 21 mai 1981                     | 22 juin 1981                    |
| Ministre de l’Urbanisme et du Logement                               | Roger Quilliot                  | Mauroy 2 et 3                                                                               | Plein exercice                                         | Plein exercice                                                                                | Plein exercice                                                                       | 22 juin 1981 | 4 octobre 1983                  |                                 |
| Ministre de l’Urbanisme et du Logement                               |                                 | Paul Quilès                                                                                 | Plein exercice                                         | Plein exercice                                                                                | Plein exercice                                                                       | Mauroy 3 | 4 octobre 1983                  | 17 juillet 1984                 |
| Ministre de l’Urbanisme, du Logement et des Transports               | Fabius                          | Paul Quilès                                                                                 | Plein exercice                                         | Plein exercice                                                                                | Plein exercice                                                                       | 17 juillet 1984 | 20 septembre 1985               |                                 |
| Ministre de l’Urbanisme, du Logement et des Transports               | Fabius                          |                                                                                             | Plein exercice                                         | Plein exercice                                                                                | Plein exercice                                                                       | Jean Auroux | 20 septembre 1985               | 20 mars 1986                    |
|                                                                      | Pierre Méhaignerie              | Ministre de l’Équipement, du Logement, de l’Aménagement du territoire et des Transports     | Plein exercice                                         | Plein exercice                                                                                | Plein exercice                                                                       | Chirac 2 | 20 mars 1986                    | 10 mai 1988                     |
|                                                                      | Philippe Essig                  | Secrétaire d’État au Logement                                                               |                                                        | Maurice Faure                                                                                 | Ministre d'État, ministre de l'Équipement et du Logement                             | Rocard 1 | 10 mai 1988                     | 22 juin 1988                    |
|                                                                      | Maurice Faure                   | Ministre d'État, ministre de l'Équipement et du Logement                                    | Plein exercice                                         | Plein exercice                                                                                | Plein exercice                                                                       | Rocard 2 | 22 juin 1988                    | 22 février 1989                 |
|                                                                      | Michel Delebarre                | Ministre de l'Équipement, du Logement, des Transports et de la Mer                          | Plein exercice                                         | Plein exercice                                                                                | Plein exercice                                                                       | Rocard 2 | 22 février 1989                 | 29 mars 1989                    |
|                                                                      | Louis Besson                    | Ministre délégué au Logement                                                                |                                                        | Michel Delebarre                                                                              | Ministre de l'Équipement, du Logement, des Transports et de la Mer                   | Rocard 2 | 29 mars 1989                    | 21 décembre 1990                |
| Ministre de l'Équipement, du Logement, des Transports et de la Mer   | Louis Besson                    | Plein exercice                                                                              | Plein exercice                                         | Plein exercice                                                                                | 21 décembre 1990                                                                     | Rocard 2 | 15 mai 1991                     |                                 |
|                                                                      | Marcel Debarge                  | Secrétaire d’État au Logement                                                               |                                                        | Paul Quilès                                                                                   | Ministre de l'Équipement, du Logement, des Transports et de l'Espace                 | Cresson | 15 mai 1991                     | 2 avril 1992                    |
|                                                                      | Marie-Noëlle Lienemann          | Ministre délégué au Logement et au Cadre de vie                                             |                                                        | Jean-Louis Bianco                                                                             | Ministre de l'Équipement, du Logement et des Transports                              | Bérégovoy | 2 avril 1992                    | 28 mars 1993                    |
|                                                                      | Hervé de Charette               | Ministre du Logement                                                                        | Plein exercice                                         | Plein exercice                                                                                | Plein exercice                                                                       | Balladur | 29 mars 1993                    | 11 mai 1995                     |
| Présidence de Jacques Chirac                                         |                                 |                                                                                             |                                                        |                                                                                               |                                                                                      | |                                 |                                 |
|                                                                      | Pierre-André Périssol           | Ministre du Logement                                                                        | Plein exercice                                         | Plein exercice                                                                                | Plein exercice                                                                       | Juppé 1 | 17 mai 1995                     | 7 novembre 1995                 |
| Ministre délégué au Logement                                         | Pierre-André Périssol           |                                                                                             | Bernard Pons                                           | Ministre de l’Équipement, du Logement, des Transports et du Tourisme                          | Juppé 2                                                                              | 7 novembre 1995 | 2 juin 1997                     |                                 |
|                                                                      | Louis Besson                    | Secrétaire d’État au Logement                                                               |                                                        | Jean-Claude Gayssot                                                                           | Ministre de l’Équipement, des Transports et du Logement                              | Jospin | 2 juin 1997                     | 27 mars 2001                    |
| Marie-Noëlle Lienemann                                               | 27 mars 2001                    | Secrétaire d’État au Logement                                                               | 6 mai 2002                                             | Jean-Claude Gayssot                                                                           | Ministre de l’Équipement, des Transports et du Logement                              | Jospin |                                 |                                 |
|                                                                      | Gilles de Robien                | Ministre de l’Équipement, des Transports, du Logement, du Tourisme et de la Mer             | Plein exercice                                         | Plein exercice                                                                                | Plein exercice                                                                       | Raffarin 1 et 2 | 8 mai 2002                      | 30 mars 2004                    |
|                                                                      | Marc-Philippe Daubresse         | Secrétaire d’État au logement                                                               |                                                        | Jean-Louis Borloo                                                                             | Ministre de l’Emploi, du Travail et de la Cohésion sociale                           | Raffarin 3 | 30 mars 2004                    | 28 octobre 2004                 |
| Ministre délégué au Logement et à la Ville                           | Marc-Philippe Daubresse         | 28 octobre 2004                                                                             | 31 mai 2005                                            | Jean-Louis Borloo                                                                             | Ministre de l’Emploi, du Travail et de la Cohésion sociale                           | Raffarin 3 |                                 |                                 |
|                                                                      | Jean-Louis Borloo               | Ministre de l’Emploi, de la Cohésion sociale et du Logement                                 | Plein exercice                                         | Plein exercice                                                                                | Plein exercice                                                                       | Villepin | 2 juin 2005                     | 15 mai 2007                     |
| Présidence de Nicolas Sarkozy                                        |                                 |                                                                                             |                                                        |                                                                                               |                                                                                      | |                                 |                                 |
|                                                                      | Christine Boutin                | Ministre du Logement et de la Ville                                                         | Plein exercice                                         | Plein exercice                                                                                | Plein exercice                                                                       | Fillon 1 | 18 mai 2007                     | 19 juin 2007                    |
| Fillon 2                                                             | Christine Boutin                | Ministre du Logement et de la Ville                                                         | Plein exercice                                         | Plein exercice                                                                                | Plein exercice                                                                       | 19 juin 2007 | 15 janvier 2009                 |                                 |
| Fillon 2                                                             | Christine Boutin                | Ministre du Logement                                                                        | Plein exercice                                         | Plein exercice                                                                                | Plein exercice                                                                       | 15 janvier 2009 | 23 juin 2009                    |                                 |
| Fillon 2                                                             |                                 | Benoist Apparu                                                                              | Secrétaire d'État chargé du Logement et de l'Urbanisme |                                                                                               | Jean-Louis Borloo                                                                    | Ministre d'État, ministre de l'Écologie, de l'Énergie, du Développement durable et de la Mer, chargé des Technologies vertes et des Négociations sur le climat | 23 juin 2009                    | 13 novembre 2010                |
| Secrétaire d'État chargé du Logement                                 |                                 | Benoist Apparu                                                                              | Nathalie Kosciusko-Morizet                             | Ministre de l'Écologie, du Développement durable, des Transports et du Logement               | Fillon 3                                                                             | 23 juin 2009 | 22 février 2012                 |                                 |
| Ministre chargé du logement                                          |                                 | Benoist Apparu                                                                              | François Fillon (intérim)                              | Ministre de l'Écologie, du Développement durable, des Transports et du Logement               | Fillon 3                                                                             | 22 février 2012 | 10 mai 2012                     |                                 |
| Présidence de François Hollande                                      |                                 |                                                                                             |                                                        |                                                                                               |                                                                                      | |                                 |                                 |
|                                                                      | Cécile Duflot                   | Ministre de l'Égalité des territoires et du Logement                                        | Plein exercice                                         | Plein exercice                                                                                | Plein exercice                                                                       | Ayrault 1 et 2 | 16 mai 2012                     | 2 avril 2014                    |
|                                                                      | Sylvia Pinel                    | Ministre du Logement et de l'Égalité des territoires                                        | Plein exercice                                         | Plein exercice                                                                                | Plein exercice                                                                       | Valls 1 | 2 avril 2014                    | 25 août 2014                    |
| Ministre du Logement, de l'Égalité des territoires et de la Ruralité | Sylvia Pinel                    | Valls 2                                                                                     | Plein exercice                                         | Plein exercice                                                                                | Plein exercice                                                                       | 26 août 2014 | 11 février 2016                 |                                 |
|                                                                      | Emmanuelle Cosse                | Valls 2                                                                                     | Plein exercice                                         | Plein exercice                                                                                | Plein exercice                                                                       | Ministre du Logement et de l'Habitat durable | 11 février 2016                 | 6 décembre 2016                 |
| Cazeneuve                                                            | Emmanuelle Cosse                | 6 décembre 2016                                                                             | Plein exercice                                         | Plein exercice                                                                                | Plein exercice                                                                       | Ministre du Logement et de l'Habitat durable | 17 mai 2017                     |                                 |
| Présidence d'Emmanuel Macron                                         |                                 |                                                                                             |                                                        |                                                                                               |                                                                                      | |                                 |                                 |
| Aucun                                                                | Aucun                           | Aucun                                                                                       |                                                        | Richard Ferrand                                                                               | Ministre de la Cohésion des territoires                                              | Philippe 1 | 17 mai 2017                     | 21 juin 2017                    |
|                                                                      | Julien Denormandie              | Secrétaire d'État                                                                           |                                                        | Jacques Mézard                                                                                | Ministre de la Cohésion des territoires                                              | Philippe 2 | 21 juin 2017                    | 16 octobre 2018                 |
| Ministre chargé de la Ville et du Logement                           | Julien Denormandie              |                                                                                             | Jacqueline Gourault                                    | Ministre de la Cohésion des territoires et des Relations avec les collectivités territoriales | 16 octobre 2018                                                                      | Philippe 2 | 6 juillet 2020                  |                                 |
|                                                                      | Emmanuelle Wargon               | Ministre déléguée chargée du Logement                                                       |                                                        | Barbara Pompili                                                                               | Ministre de la Transition écologique                                                 | Castex | 6 juillet 2020                  | 20 mai 2022                     |
| Aucun                                                                | Aucun                           | Aucun                                                                                       |                                                        | Amélie de Montchalin                                                                          | Ministre de la Transition écologique et de la Cohésion des territoires               | Borne | 20 mai 2022                     | 4 juillet 2022                  |
|                                                                      | Olivier Klein                   | Ministre délégué chargé de la Ville et du Logement                                          |                                                        | Christophe Béchu                                                                              | Ministre de la Transition écologique et de la Cohésion des territoires               | Borne | 4 juillet 2022                  | 20 juillet 2023                 |
|                                                                      | Patrice Vergriete               | Ministre délégué chargé du Logement                                                         | 20 juillet 2023                                        | Christophe Béchu                                                                              | Ministre de la Transition écologique et de la Cohésion des territoires               | Borne | 11 janvier 2024                 |                                 |
| Aucun                                                                | Aucun                           | Aucun                                                                                       | Attal                                                  | Christophe Béchu                                                                              | Ministre de la Transition écologique et de la Cohésion des territoires               | 11 janvier 2024 | 8 février 2024                  |                                 |
|                                                                      | Guillaume Kasbarian             | Ministre délégué chargé du Logement                                                         | Attal                                                  | Christophe Béchu                                                                              | Ministre de la Transition écologique et de la Cohésion des territoires               | 8 février 2024 | 21 septembre 2024               |                                 |
|                                                                      | Valérie Létard                  | Ministre du Logement et de la Rénovation urbaine                                            | Plein exercice                                         | Plein exercice                                                                                | Plein exercice                                                                       | Barnier | 22 septembre 2024               | 23 décembre 2024                |
| Ministre chargée du Logement                                         | Valérie Létard                  |                                                                                             | François Rebsamen                                      | Ministre de l'Aménagement du Territoire et de la Décentralisation                             | Bayrou                                                                               | 23 décembre 2024 | en cours                        |                                 |

## Galerie

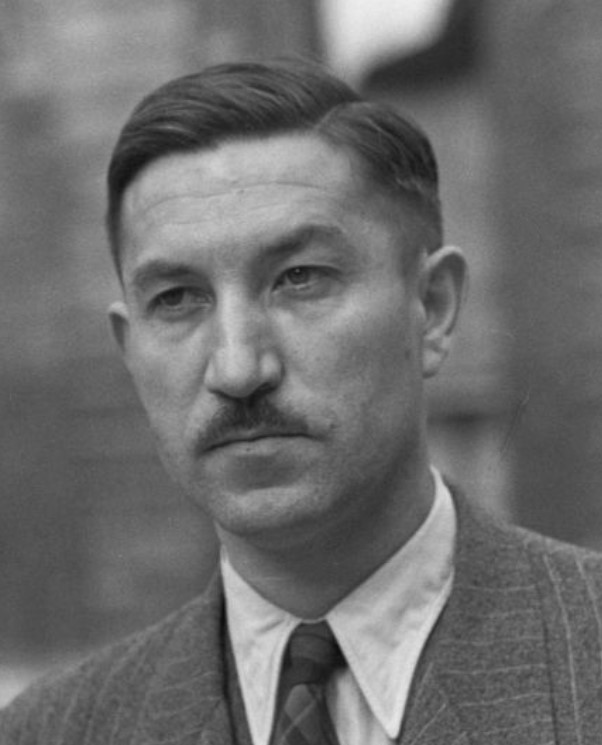
Eugène Claudius-Petit (1954, intérim).
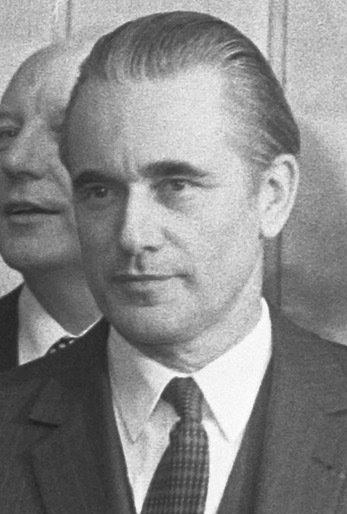
Jacques Chaban-Delmas (1954).